# Atomic layer deposition
Pour les articles homonymes, voir ALD.

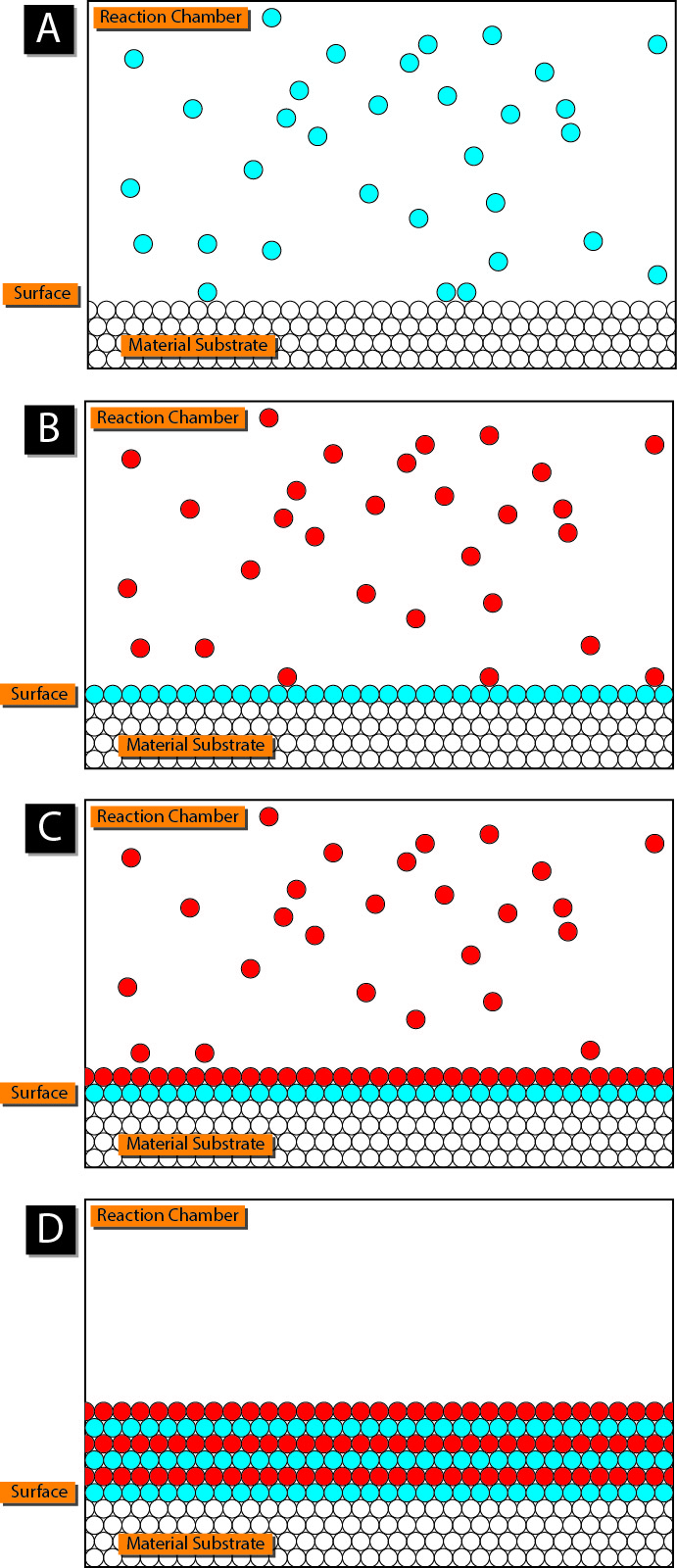
Dépôt de couches atomiques (Atomic layer deposition)

L’atomic layer deposition (ALD) est un procédé de dépôt de couches minces atomiques. Le principe consiste à exposer une surface successivement à différents précurseurs chimiques afin d'obtenir des couches ultra-minces. Il est utilisé dans l'industrie des semi-conducteurs.
L'énorme avantage de l'ALD est de pouvoir faire une monocouche sur une surface présentant un très fort rapport d'aspect (des creux et des bosses). Notamment car la réaction de CVD se déroule directement à la surface, sur une monocouche de gaz précurseurs adsorbés.

## Histoire
ALD a été développée en deux inventions indépendantes sous les noms de atomic layer epitaxy (ALE) en Finlande et molecular layering (ML) en union soviétique.
Afin de clarifier l'origine de l'invention, le projet Virtual de l'histoire de l'ALD (VPHA) est lancé durant l'été 2013.
Il a produit plusieurs publications passant en revue l'évolution historique de l'ALD sous les noms ALE et ML,,,.